# Ikonotekst
En ikonotekst er en tekst, hvor både tekst og illustration bidrager til den samlede oplevelse af tekstens indhold. I en ikonotekst kan hverken tekst eller illustration undværes, da begge dele bidrager ligeværdigt til det sammensatte udtryk. Man kan sige, at en ikonotekst både kommunikere litterært og visuelt til modtageren.
I samspillet mellem tekst og illustration kan temaer, emner og vinkler synliggøres på forskellige måder:
1. Hvis tekst og illustration er komplementære, så understøtter de hinandens fortælling og detaljer.
2. Hvis tekst og illustration er kontrapunktiske, så kan de sammen give en flertydig fortolkning af budskabet, fordi de hver især åbner for nye vinkler i fortolkningen.
3. Hvis tekst og illustration er modstridende, kan de hver især åbne for nye vinkler i ikonotekstens dele.

I fortolkningen af en ikonotekst kan henholdsvis tekst og illustration bidrage til at udfylde de tomme pladser i den anden del. Ligeledes kan intertekstuelle referencer i både tekst og illustration bidrage til at udfylde de tomme pladser i teksten.
For mindre børn er det naturligt at lade både tekst og illustration bidrage til den samlede læseoplevelse. Det er en motivationsfaktor for mange børn, at dele af tekstens indhold gives via illustrationer. Det letter barnets adgang til at opleve tekstens indhold i "den indre biograf".
Se også Lisa Marie Hendersons efterskrift om ikonotekster i "Skrædder i Helvede" fra Dansklærerforeningens Forlag (2011).